# Grand Prix Formule 1 van Japan 1996
De Grand Prix Formule 1 van Japan 1996 werd gehouden op 13 oktober 1996 op Suzuka.

## Uitslag
| Positie | Nummer | Rijder                | Team               | Ronden | Tijd/Opgave         | Startplaats | Punten |
| ------- | ------ | --------------------- | ------------------ | ------ | ------------------- | ----------- | ------ |
| 1       | 5      | Damon Hill            | Williams-Renault   | 52     | 1:32:33.791         | 2           | 10     |
| 2       | 1      | Michael Schumacher    | Ferrari            | 52     | + 1.883             | 3           | 6      |
| 3       | 7      | Mika Häkkinen         | McLaren-Mercedes   | 52     | + 3.212             | 5           | 4      |
| 4       | 4      | Gerhard Berger        | Benetton-Renault   | 52     | + 26.526            | 4           | 3      |
| 5       | 12     | Martin Brundle        | Jordan-Peugeot     | 52     | + 67.120            | 10          | 2      |
| 6       | 15     | Heinz-Harald Frentzen | Sauber-Ford        | 52     | + 81.186            | 7           | 1      |
| 7       | 9      | Olivier Panis         | Ligier-Mugen-Honda | 52     | + 84.510            | 12          |        |
| 8       | 8      | David Coulthard       | McLaren-Mercedes   | 52     | + 85.233            | 8           |        |
| 9       | 11     | Rubens Barrichello    | Jordan-Peugeot     | 52     | + 101.065           | 11          |        |
| 10      | 14     | Johnny Herbert        | Sauber-Ford        | 52     | + 101.799           | 13          |        |
| 11      | 17     | Jos Verstappen        | Arrows-Hart        | 51     | + 1 Ronde           | 17          |        |
| 12      | 20     | Pedro Lamy            | Minardi-Ford       | 50     | + 2 Rondes          | 18          |        |
| 13      | 16     | Ricardo Rosset        | Arrows-Hart        | 50     | + 2 Rondes          | 19          |        |
| NF      | 2      | Eddie Irvine          | Ferrari            | 39     | Botsing             | 6           |        |
| NF      | 18     | Ukyo Katayama         | Tyrrell-Yamaha     | 37     | Motor               | 14          |        |
| NF      | 6      | Jacques Villeneuve    | Williams-Renault   | 36     | Wiel                | 1           |        |
| NF      | 19     | Mika Salo             | Tyrrell-Yamaha     | 20     | Motor               | 15          |        |
| NF      | 10     | Pedro Diniz           | Ligier-Mugen-Honda | 13     | Spin                | 16          |        |
| NF      | 3      | Jean Alesi            | Benetton-Renault   | 0      | Spin                | 9           |        |
| NQ      | 21     | Giovanni Lavaggi      | Minardi-Ford       |        | Niet gekwalificeerd | 20          |        |

## Wetenswaardigheden
- Martin Brundle behaalde in zijn laatste Grand Prix nog twee punten.

## Statistieken
| Pole-position | Jacques Villeneuve | Williams-Renault | 1:39.909 |
| Snelste ronde | Jacques Villeneuve | Williams-Renault | 1:44.043 |

## Noot
- Dit was de vijfde pole position voor een Canadese coureur.
- Eerste (en enige) wereldtitel voor Damon Hill en de twaalfde wereldtitel voor een Britse coureur. Hiermee was Hill de 25ste coureur die wereldkampioen werd. Hill was onderdeel van één van twee vader-zoon-combinaties die wereldkampioen werd, in de voetstappen tredende van zijn vader Graham Hill (1962 en 1968). Dit 'record' zou herhaald worden in 2016, toen Nico Rosberg kampioen werd.

1976 · 1977 · 1987 · 1988 · 1989 · 1990 · 1991 · 1992 · 1993 · 1994 · 1995 · 1996 · 1997 · 1998 · 1999 · 2000 · 2001 · 2002 · 2003 · 2004 · 2005 · 2006 · 2007 · 2008 · 2009 · 2010 · 2011 · 2012 · 2013 · 2014 · 2015 · 2016 · 2017 · 2018 · 2019 · 2022 · 2023 · 2024 · 2025